# Picture of You
Picture of You fu il primo singolo estratto da Where We Belong, terzo album della boyband irlandese Boyzone.
La canzone compare durante i titoli del film Mr. Bean - L'ultima catastrofe. Nel video compare lo stesso Rowan Atkinson nel ruolo di Mr. Bean.

## Classifiche
| Classifica (1997) | Posizione raggiunta |
| ----------------- | ------------------- |
| Australia         | 39                  |
| Austria           | 23                  |
| Belgio (Fiandre)  | 30                  |
| Belgio (Vallonia) | 19                  |
| Paesi Bassi       | 27                  |
| Francia           | 15                  |
| Irlanda           | 2                   |
| Svezia            | 22                  |
| Svizzera          | 23                  |
| Regno Unito       | 2                   |